# 고팽성
고팽성(高彭城, ?~409년)은 고구려계 북연인으로, 북연의 초대 천왕인 고운의 장남으로서 북연의 태자 자리에 올랐다. 409년에 신하로 인해 리반(秦舌)과 도인(桂仁)에 의해 살해되고 풍발이 다음 천왕 자리에 올랐다.

## 참고 자료
- 資治通鑑，晉紀
- 晉書，卷124，載記第24